# José Miguel Lamartine dos Prazeres da Costa
José Miguel Lamartine dos Prazeres da Costa (Goa, 13 de Março de 1879 - Lisboa, 17 de Maio de 1949) foi um político português.

## Biografia
Filho de José António dos Prazeres da Costa e de sua mulher Maria Gualdina Filomena Monteiro.
Formado pelo Curso Superior de Letras de Lisboa, e, também, pela Escola de Altos Estudos Morais e Sociais de Paris.
Começou a sua actividade profissional pelo Jornalismo, colaborando em vários jornais de Lisboa e dirigindo  O Colonial , destacando-se pelo seu interesse nas temáticas coloniais.
Foi Auditor-Geral da Fazenda das Colónias, Vogal Efectivo do Conselho Colonial, e Procurador à Junta Geral do Distrito de Lisboa.
Eleito como Deputado Independente, pelo Círculo Eleitoral de Margão, à Assembleia Nacional Constituinte de 1911, voltou ao Parlamento nas Legislaturas de 1915, pelo Círculo Eleitoral da Índia Portuguesa, de 1919, pelo Círculo Eleitoral do Funchal. Em Junho de 1920, foi nomeado Chefe de Gabinete do Ministro das Colónias. Em 1921 e 1922, voltou, novamente, ao Parlamento pelo Círculo Eleitoral da Índia Portuguesa.
Participou, em Representação do Governo Português, nas Conferências Parlamentares de Comércio de Paris, Roma e Bruxelas.